# Benjamin Sisko
Benjamin Lafayette Sisko är en rollfigur i Star Treks fiktiva universum, spelad av Avery Brooks. Han är den högst rankade officeren på rymdstationen Deep Space Nine och rymdskeppet USS Defiant i science fiction-TV-serien Star Trek: Deep Space Nine.